# Női 2000 méteres akadályfutás a 2013. évi nyári európai ifjúsági olimpiai fesztiválon
A 2013. évi nyári európai ifjúsági olimpiai fesztiválon az atlétikai versenyszámok közül a női 2000 méteres akadályfutást július 15.-én rendezték Utrechtben.

## Döntő
| H     | Név                     | Nemzet        | E       | Mj |
| ----- | ----------------------- | ------------- | ------- | -- |
| Arany | Tóth Lili Anna          | Magyarország  | 6:45.45 |    |
| Ezüst | Veerle Bakker           | Hollandia     | 6:56.78 |    |
| Bronz | Seyma Gul               | Törökország   | 6:57.56 |    |
| 4.    | Andreea Diana Bejinariu | Románia       | 7:03.41 |    |
| 5.    | Lena Millonig           | Ausztria      | 7:06.09 |    |
| 6.    | Lea Navarro             | Franciaország | 7:11.38 |    |
| 7.    | Irina Poghosyan         | Örményország  | 7:18.16 |    |
| 8.    | Snizhana Dolynchuk      | Ukrajna       | 7:46.24 |    |